# 维戈伦代纳
维戈伦代纳（義大利語：Vigo Rendena），是意大利特伦托自治省的一个市镇。总面积4平方公里，人口517人，人口密度129.3人/平方公里（2009年）。ISTAT代码为022220。